# 1992年バルセロナオリンピックの日本選手団
1992年バルセロナオリンピックの日本選手団（1992ねんバルセロナオリンピックのにほんせんしゅだん）は、1992年7月25日から1992年8月9日まで開催された1992年バルセロナオリンピックの日本代表選手団及び競技結果。選手所属及び選手名は1992年当時のもの。

## 概要
- 人員：選手　263人、役員　114人
主将：古賀稔彦、旗手：中田久美
- 結団式・壮行会：7月18日（新高輪プリンスホテル）
- 解団式：8月12日（高輪プリンスホテル）

## メダル獲得者

### 金メダル
- 岩崎恭子（水泳女子200平泳ぎ）
- 古賀稔彦（柔道男子71キロ級）
- 吉田秀彦（柔道男子78キロ級）

### 銀メダル
- 小川直也（柔道男子95キロ級）
- 田村亮子（柔道女子48キロ級）
- 溝口紀子（柔道女子52キロ級）
- 田辺陽子（柔道女子72キロ級）
- 池谷幸雄（体操・床）
- 渡辺和三（射撃・クレーオープントラップ）
- 有森裕子（陸上競技・女子マラソン）
- 森下広一（陸上競技・男子マラソン）

### 銅メダル
- 奥野史子（シンクロナイズドスイミング・ソロ）
- 奥野史子・高山亜樹（シンクロナイズドスイミング・デュエット）
- 西川大輔・池谷幸雄・知念孝・畠田好章・松永政行・相原豊（体操・男子団体）
- 松永政行（体操・平行棒）
- 赤石光生（レスリング・フリースタイル68キロ級）
- 越野忠則（柔道・男子60キロ以下級）
- 岡田弘隆（柔道・86キロ以下級）
- 立野千代里（柔道・女子56キロ以下級）
- 坂上洋子（柔道・女子72キロ超級）
- 木場良平（射撃・50mフリーライフル）
- 日本代表（野球）

## 陸上競技
監督：大串啓二

コーチ：宮川千秋

コーチ：浜田安則

コーチ：宗茂

コーチ：小出義雄

コーチ：斎藤和夫

コーチ：安田矩明

コーチ：石山修盟
- 井上悟（日大）
  - 男子100m：2次予選落ち（10秒50）
- 浦田春生（本田技研）
  - 男子10000m：14位（28分37秒61）
- 園原健弘（アシックス）
  - 男子50km競歩：22位（4時間13分22秒）
- 岩崎利彦（富士通）
  - 男子110mハードル：2次予選落ち（13秒88）
- 吉田雅美（大京）
  - 男子やり投げ：予選落ち（73.88）
- 高野進（東海大教）
  - 男子400m：8位（45秒18）
- 今村文男（富士通）
  - 男子50km競歩：18位（4時間07分45秒）
- 佐野浩之（ファースト）
  - 男子棒高跳び：予選失格
- 斎藤嘉彦（法大）
  - 男子400mハードル：予選で落選（49秒01）
- 山下訓史（日本電気）
  - 男子三段跳び：予選で落選（15m97cm）
- 山崎一彦（順天大）
  - 男子400mハードル：予選で落選（50秒30）
- 小坂忠広（デサント）
  - 男子50km競歩：24位（4時間14分24秒）
- 森下広一（旭化成）
  - 男子マラソン：銀メダル（2時間13分45秒）
- 森長正樹（日大）
  - 男子走り幅跳び：予選で落選（7m79cm）
- 杉本龍勇（法大）
  - 男子100m：1次予選で落選（10秒56）
- 青戸慎司（中京大勤務）
  - 男子100m：2次予選で落選（10秒53）
- 大崎栄（旭化成）
  - 男子10000m：予選で落選（29分20秒01）
- 谷口浩美（旭化成）
  - 男子マラソン：8位（2時間14分42秒）
- 中山竹通（ダイエー）
  - 男子マラソン：4位（2時間14分02秒）
- 渡辺高博（早大）
  - 男子400m：1次予選で落選（46秒45）
- 簡優好（順天大）・斎藤嘉彦・高野進・渡邉高博
  - 男子4×400mリレー：予選で落選（3分01秒35）
- 青戸慎司・井上悟・杉本龍勇・鈴木久嗣（中京大）
  - 男子4×100mリレー：6位（38秒77）
- 伊東浩司（富士通）
  - 出場せず
- 大森盛一（日大）
  - 出場せず
- 五十嵐美紀（リクルート）
  - 女子10000m：14位（32分09秒58）
- 佐藤恵（ミズノ）
  - 女子走り高跳び：7位（1m91cm）
- 佐藤優子（資生堂）
  - 女子10km競歩：24位（47分43秒00）
- 山下佐知子（京セラ）
  - 女子マラソン：4位（2時間36分26秒）
- 小鴨由水（ダイハツ）
  - 女子マラソン：29位（2時間58分18秒）
- 真木和（ワコール）
  - 女子10000m：12位（31分55秒06）
- 板倉美紀（寺井高）
  - 女子10km競歩：23位（47分11秒00）
- 有森裕子（リクルート）
  - 女子マラソン：銀メダル（2時間32分49秒）
- 鈴木博美（リクルート）
  - 女子10000m：16位（32分43秒39、予選で落選）

## 水泳
総監督：小林徳太郎

### 競泳
ヘッドコーチ：鈴木陽二

コーチ：野本敏明

コーチ：渡辺正己

コーチ：設楽義信

コーチ：佐久間耕三

ドクター：武藤芳照
- 衣笠竜也（法政二高）
  - 男子200m個人メドレー：13位（2分04秒29）
- 加藤真志（近大）
  - 男子400m自由形：予選落ち（4分00秒66）
  - 男子1500m自由形：予選落ち（15分40秒94）
- 空岡京太（明大）
  - 男子100m背泳ぎ：予選落ち（57秒64）
  - 男子200m背泳ぎ：予選落ち（2分03秒10）
- 三好智弘（日大）
  - 男子100mバタフライ：予選落ち（55秒98）
  - 男子200mバタフライ：予選落ち（2分01秒27）
- 糸井統（早大）
  - 男子100m背泳ぎ：12位（56秒64）
  - 男子200m背泳ぎ：4位（1分59秒52）
- 緒方茂生（中京大）
  - 男子100m自由形：予選落ち（52秒74）
  - 男子200m自由形：予選落ち（1分53秒42）
  - 男子400m自由形：予選落ち（3分57秒91）
- 川中恵一（同志社大）
  - 男子100mバタフライ：予選落ち（55秒18）
  - 男子200mバタフライ：5位（1分58秒97）
- 倉澤利彰（世田谷学園高）
  - 男子50m自由形：予選落ち（24秒61）
  - 男子200m自由形：予選落ち（1分53秒75）
  - 男子400m個人メドレー：予選失格
- 中野勉（早大）
  - 男子50m自由形：失格
  - 男子100m自由形：予選落ち（51秒63）
- 渡辺健司（稲泳会）
  - 男子100m平泳ぎ：予選落ち（1分03秒29）
  - 男子200m平泳ぎ：7位（2分14秒70）
- 藤本隆宏（早大）
  - 男子200m個人メドレー：15位（2分07秒74）
  - 男子400m個人メドレー：8位（4分23秒86）
- 林享（大分鶴崎高）
  - 男子100m平泳ぎ：4位（1分01秒86）
  - 男子200m平泳ぎ：8位（2分15秒11）
- 糸井統・川中恵一・中野勉・林享
  - 男子4×100mメドレーリレー：8位（3分43秒25）
- 中野亜弥子（青山学院大）
  - 女子50m自由形：予選落ち（26秒74）
  - 女子100m自由形：予選落ち（57秒71）
- 稲田法子（草加中）
  - 女子100m背泳ぎ：12位（1分03秒42）
  - 女子200m背泳ぎ：15位（2分17秒68）
- 漢人陽子（浜松商高）
  - 女子100mバタフライ：11位（1分01秒32）
- 岩崎恭子（沼津市立第五中）
  - 女子100m平泳ぎ：13位（1分11秒16）
  - 女子200m平泳ぎ：金メダル（2分26秒65）
- 司東利恵（日大）
  - 女子100mバタフライ：8位（1分01秒16）
  - 女子200mバタフライ：5位（2分10秒24）
- 春名美佳（平岡中）
  - 女子200mバタフライ：4位（2分09秒88）
- 松戸思奈（東北学院大）
  - 女子50m自由形：予選落ち（27秒36）
- 千葉すず（近大付属高）
  - 女子100m自由形：9位（55秒97）
  - 女子200m自由形：6位（2分00秒64）
  - 女子400m自由形：8位（4分15秒71）
- 鳥飼淳子（近大付属高）
  - 女子200m背泳ぎ：11位（2分15秒20）
- 粕谷恭子（狭山ヶ丘高）
  - 女子100m平泳ぎ：予選落ち（1分11秒60）
  - 女子200m平泳ぎ：13位（2分32秒97）
- 肥川葉子（九州女大付属高）
  - 女子100m背泳ぎ：8位（1分03秒23）
  - 女子200m自由形：予選落ち（2分03秒32）
- 平中秀子（専大）
  - 女子200m個人メドレー：9位（2分18秒47）
  - 女子400m個人メドレー：5位（4分46秒24）
- 木村衣里（青山学院大）
  - 女子200m個人メドレー：12位（2分18秒91）
  - 女子400m個人メドレー：7位（4分47秒78）
- 岩崎恭子・漢人陽子・肥川葉子・千葉すず
  - 女子4×100mメドレーリレー：7位（4分09秒92）
- 肥川葉子・千葉すず・中野亜弥子・松戸思奈
  - 女子4×100m自由形リレー：予選落ち（3分49秒91）

### 飛込
コーチ：金戸俊介
- 金戸恵太（ミキハウス）
  - 男子高飛込：8位（529.14）
  - 男子飛板飛込：31位（295.74）
- 元渕幸（天理教教会本部）
  - 女子高飛込：26位（239.01）
  - 女子飛板飛込：11位（443.76）
- 山岸勲（日本テープ）
  - 男子高飛込：18位（331.23）
  - 男子飛板飛込：21位（344.40）

### シンクロナイズドスイミング
ヘッドコーチ：金子正子

コーチ：井村雅代
- 奥野史子（同志社大）
  - ソロ：銅メダル（187.056）
- 奥野史子・高山亜樹（大阪体大出）
  - デュエット：銅メダル（186.868）
- 小谷実可子（JOC）
  - 出場せず

## 体操
監督：監物永三

男子コーチ：梶山広司

女子コーチ：大八木千尋

トレーナー：室門孝次

新体操コーチ：五明みさ子

### 体操競技
- 松永政行（河合楽器）
  - 男子平行棒：銅メダル（9.800）
- 西川大輔（日大）
  - 男子鉄棒：5位（9.787）
  - 男子平行棒：8位（9.575）
- 相原豊（日体大）
  - 男子床運動：5位（9.737）
  - 男子跳馬：8位（9.450）
- 知念孝（河合楽器）
  - 男子個人総合：27位（56.675）
- 池谷幸雄（日体大）
  - 男子つり輪：7位（9.762）
  - 男子個人総合：23位（56.900）
  - 男子床運動：銀メダル（9.787）
- 畠田好章（日体大）
  - 男子あん馬：6位（9.775）
  - 男子個人総合：13位（57.475）
  - 男子鉄棒：5位（9.787）
- 相原豊・池谷幸雄・知念孝・西川大輔・畠田好章・松永政行
  - 男子団体総合：銅メダル（578.250）
- 佐藤寿治（大和銀行）
  - 出場せず
- 三浦華子（藤村女子高）
  - 女子個人総合：66位（予選敗退）
- 瀬尾京子（日体大）
  - 女子個人総合：60位（予選敗退）
- 小菅麻里（藤村女子高）
  - 女子個人総合：17位（39.162）

### 新体操
- 山田海蜂（日女体大）
  - 個人総合：18位（36.400）
- 川本ゆかり（東女体大）
  - 個人総合：37位（35.050）

## 自転車
監督：藤原英興

コーチ：三妙敬治

メカニック：野口正義
- 江原政光（シマノ）
  - 男子4000m個人追抜競走：15位（4分41秒287）
- 小嶋敬二（コジマスポーツ）
  - 男子1000mタイム・トライアル：10位（1分05秒994）
  - 男子スプリント：1/16決勝敗者復活決定戦敗退
- 大門宏（日本舗道）
  - 男子50kmポイント・レース：11位（14点）
- 田中光輝（愛三工業）
  - 男子194km個人ロード・レース：途中棄権
- 藤田晃三（ブリヂストンサイクル）
  - 男子194km個人ロード・レース：84位（5時間02分11秒）
- 藤野智一（ノバ）
  - 男子194km個人ロード・レース：21位（4時間35分56秒）
- 安藤康洋（宮田工業）・江原政光・橋佐古直清（日大）・班目真紀夫（日大）
  - 男子4000m団体追抜競走：15位（4分32秒484、予選敗退）
- 岸原薫（シマノ）
  - 出場せず
- 橋本聖子（富士急行）
  - 女子3km個人追抜競走：11位（3分51秒674、予選敗退）
- 黒木美香（出来鉄工所）
  - 女子スプリント：7位
- 鈴木裕美子（パルコ）
  - 女子81km個人ロード・レース：50位（2時間29分22秒）

## 柔道

### 男子
監督：上村春樹

コーチ：藤猪省太

コーチ：南喜陽

コーチ：吉村和郎

トレーナー：米田實

トレーナー：金山浩康
- 越野忠則（東洋水産）
  - 60kg以下級：銅メダル
- 丸山顕志（ダイコロ）
  - 65kg以下級：7位
- 古賀稔彦（日体大勤務）
  - 71kg以下級：金メダル
- 吉田秀彦（新日鉄）
  - 78kg以下級：金メダル
- 岡田弘隆（マルナカ）
  - 86kg以下級：銅メダル
- 甲斐康浩（新日鉄）
  - 95kg以下級：7位
- 小川直也（日本中央競馬会）
  - 95kg超級：銀メダル

### 女子
監督：中村良三

コーチ：柳澤久

コーチ：島谷順子

トレーナー：斎藤桂三
- 田村亮子（福岡工大付属高）
  - 48kg以下級：銀メダル
- 溝口紀子（埼玉大）
  - 52kg以下級：銀メダル
- 立野千代里（筑波大）
  - 56kg以下級：銅メダル
- 小林貴子（ミキハウス）
  - 61kg以下級：1回戦敗退
- 藤本涼子（金沢女大教）
  - 66kg以下級：1回戦敗退
- 田辺陽子（ミキハウス）
  - 72kg以下級：銀メダル
- 坂上洋子（山形県教委）
  - 72kg超級：銅メダル

## レスリング
監督：平山紘一郎

コーチ：伊達治一郎

コーチ：富山英明

コーチ：高田裕司

コーチ：宮原厚次

コーチ：下田正二郎
- 安達巧（日体大勤務）
  - フリースタイル62kg級：2回戦敗退
- 伊藤敦（京都府体協）
  - フリースタイル82kg級：2回戦失格
- 太田章（早大教）
  - フリースタイル90kg級：3回戦敗退
- 中西学（新日本プロレス）
  - フリースタイル100kg級：2回戦敗退
- 本田多聞（自衛隊体育学校）
  - フリースタイル130kg級：2回戦失格
- 奥山恵二（山形南高教）
  - フリースタイル57kg級：3回戦敗退
- 原喜彦（新潟北高教）
  - フリースタイル74kg級：失格
- 佐藤満（日本体育会職員）
  - フリースタイル52kg級：6位
- 赤石光生（ユニマット）
  - フリースタイル68kg級：銅メダル
- 花原大介（警視庁）
  - グレコローマンスタイル57kg級：2回戦敗退
- 森巧（自衛隊体育学校）
  - グレコローマンスタイル68kg級：2回戦敗退
- 森山泰年（自衛隊体育学校）
  - グレコローマンスタイル90kg級：2回戦敗退
- 西口茂樹（日体大大学院）
  - グレコローマンスタイル62kg級：3回戦敗退
- 大橋正教（ユニマット）
  - グレコローマンスタイル48kg級：9位
- 野々村孝（香川県スポーツ振興）
  - グレコローマンスタイル100kg級：2回戦敗退
- 鈴木賢一（読売千葉広告社）
  - グレコローマンスタイル130kg級：2回戦敗退

## ボクシング
監督：渡辺政史

コーチ：太見義寿
- 佐々木忠広（東農大）
  - ライトフライ級：2回戦敗退
- 川上雅史（中大）
  - ウエルター級：1回戦敗退
- 長島浩（ユニマット）
  - ライトミドル級：1回戦敗退
- 土橋茂之（法大）
  - ライト級：2回戦敗退

## ウエイトリフティング
監督：桜井勝利

コーチ：三木功司

コーチ：細谷治朗

コーチ：佐藤薫
- 伊禮淳（香川県スポーツ振興）
  - 52kg級：9位（222.5）
- 岩田洋介（水島工高教）
  - 60kg級：11位（270.0）
- 佐久間勝彦（ゼビオ）
  - 56kg級：5位（255.0）
- 佐藤和夫（宮城県体協）
  - 60kg級：20位（260.0）
- 砂岡良治（ユニデン）
  - 82.5kg級：失格
- 新田勝久（自衛隊体育学校）
  - 56kg級：13位（245.0）
- 水野英郎（日大）
  - 75kg級：21位（317.5）
- 西本宣充（布勢総合運動公園）
  - 100kg級：8位（372.5）
- 渡辺博（富士急ハイランド）
  - 52kg級：失格
- 堀越典昭（日体大）
  - 67.5kg級：9位（295.0）

## フェンシング
- 安部欣哉（秋田市役所）
  - 男子フルーレ個人：予選敗退
- 永野義秀（中大）
  - 男子フルーレ個人：予選敗退
- 橋本寛（橋本商店）
  - 男子サーブル個人：予選敗退
- 市ヶ谷廣輝（日体大）
  - 男子フルーレ個人：予選敗退
- 田部仁一（島根県体協）
  - 男子エペ個人：予選敗退
- 高柳裕子（香川県スポーツ振興）
  - 女子フルーレ個人：予選敗退

## テニス
監督：福井烈

コーチ：柳昌子
- 松岡修造（富士ゼロックス）
  - 男子シングルス：1回戦敗退
- 伊達公子（ヨネックス）
  - 女子シングルス：2回戦敗退
- 遠藤愛（筑波大）
  - 女子シングルス：2回戦敗退
- 沢松奈生子（松蔭女子学院大）
  - 女子シングルス：1回戦敗退
- 木戸脇真也（同和鉱業）・伊達公子
  - 女子ダブルス：2回戦敗退

## バドミントン
監督：池田信孝

コーチ：長谷川博幸
- 町田文彦（NTT）
  - 男子シングルス：2回戦敗退
- 本山秀昭（トナミ運輸）
  - 男子シングルス：2回戦敗退
- 松浦進二（フジチュー）・松野修二（NTT）
  - 男子ダブルス：5位
- 町田文彦・宮康二（NTT）
  - 男子ダブルス：1回戦敗退
- 鴻原春美（尚美学園法人本部）
  - 女子シングルス：2回戦敗退
- 水井妃佐子（四条畷学園女子短大勤務）
  - 女子シングルス：3回戦敗退
- 鴻原春美・水井妃佐子
  - 女子ダブルス：2回戦敗退
- 陣内貴美子（ヨネックス）・森久子（ヨネックス）
  - 女子ダブルス：2回戦敗退
- 捧匡子（ヨネックス）・松尾知美（NTT）
  - 女子ダブルス：2回戦敗退

## 野球
監督：山中正竹

コーチ：野端啓夫

コーチ：荒井信久

- 伊藤智仁（三菱自動車京都）・大島公一（日本生命）・川畑伸一郎（住友金属）・小久保裕紀（青山学院大）・小島啓民（三菱重工長崎）・小桧山雅仁（日本石油）・坂口裕之（日本石油）・佐藤真一（北海道拓銀）・佐藤康弘（プリンスホテル）・杉浦正則（日本生命）・杉山賢人（東芝）・高見泰範（東芝）・十河章浩（日本生命）・徳永耕治（日本石油）・中本浩（松下電器）・西正文（大阪ガス）・西山一宇（NTT四国）・三輪隆（神戸製鋼）・若林重喜（日本石油）・渡部勝美（大昭和製紙北海道）
  - 銅メダル

## バレーボール

### 男子
監督：大古誠司

コーチ：辻合真一郎

トレーナー：川崎勝巳
- 青山繁（富士フイルム）・泉川正幸（日体大）・植田辰哉（新日鉄）・大浦正文（サントリー）・大竹秀之（NEC）・荻野正二（サントリー）・河野克巳（サントリー）・栗生澤淳一（JT）・中垣内祐一（新日鉄）・成田貴志（富士フイルム）・松田明彦（日新製鋼）・南克幸（法大）
  - 6位

### 女子
監督：米田一典

コーチ：達川実

トレーナー：岩﨑由純

アシスタントコーチ：中村智佳代
- 石掛美知代（イトーヨーカドー）・大林素子（日立）・佐藤伊知子（NEC）・高橋有紀子（小田急）・多治見麻子（日立）・苗村郁代（イトーヨーカドー）・中田久美（日立）・中西千枝子（ユニチカ）・中村和美（ユニチカ）・福田記代子（日立）・山内美加（ダイエー）・吉原知子（日立）
  - 5位

## 卓球
男子監督：粂田芳孝

女子監督：森澤幸子
- 渋谷浩（川崎製鉄）
  - 男子シングルス：予選リーグ敗退
- 松下浩二（協和発酵）
  - 男子シングルス：予選リーグ敗退
- 渡辺武弘（協和発酵）
  - 男子シングルス：予選リーグ敗退
- 渋谷浩・松下浩二
  - 男子ダブルス：予選リーグ敗退
- 佐藤利香（武田薬品）
  - 女子シングルス：予選敗退
- 山下富美代（松下電工）
  - 女子シングルス：決勝トーナメント1回戦敗退（予選リーグ3勝0敗）
- 星野美香（さくら銀行）
  - 女子シングルス：決勝トーナメント1回戦敗退（予選リーグ3勝0敗）
- 佐藤利香・松本雪乃（日産自動車）
  - 女子ダブルス：予選リーグ敗退
- 星野美香・山下富美代
  - 女子ダブルス：予選リーグ敗退
- 仲村錦治郎（明徳義塾高）・渡辺武弘
  - 男子ダブルス：予選リーグ敗退

## カヌー
監督：畑満秀

コーチ：西川暢芳
- 藤野強（青梅市役所）
  - スラローム男子カヤック・シングルK1：28位（119.95ポイント）
- 内野経久（野母崎町教委）・當山克也（大正大勤務）
  - レーシング男子カナディアン・ペア500mC2：準決勝敗退（1分47秒58）
  - レーシング男子カナディアン・ペア1000mC2：準決勝敗退（3分57秒81）
- 小林弘子（羽村市役所）
  - スラローム女子カヤック・シングルK1：23位（158.84ポイント）
- 小林美幸（造研）・武藤恵子（香川県スポーツ振興）
  - レーシング女子カヤック・ペア500mK2：準決勝敗退（1分46秒38）

## ボート
- 監督：江田利児
- コーチ：須藤武幸

- 阿部肇（インテック）・岩畔道徳（明治生命）・岩月孝敏（トヨタ）・坂田昌弘（インテック）・田邉保典（NTT）・松井裕好（NTT）・三留弘（NTT）・山児和久（早大）・林秀一（NTT、かじ）
  - エイト：13位（5分51秒53）
- 太田信子（インテック）・山下美幸（インテック）
  - 女子かじ無しペア：9位（7分26秒51）
- 木村満（日大）・三本和明（日大）
  - 男子かじ無しペア：18位（7分17秒93）

## セーリング
監督：穂積八洲雄

コーチ：松山和興
- 大津真二（NTT）・広部元博（NTT）
  - 男子470級：12位（106.00）
- 重由美子（佐賀県ヨットハーバー）・木下アリーシア（佐賀県ヨットハーバー）
  - 女子470級：5位（53.70）
- 小松一憲（ヤマハ発動機）・高城秀光（日和工業）・藤原康治（エステール）
  - 男子ソリング級：12位（80.00）
- 広沢孝治（本田技研）
  - 出場せず
- 高田文子（青山学院大）
  - 出場せず
- 脇永達也（本田技研）
  - 出場せず

## 近代五種
監督：久保晃
- 宮ヶ原浩（自衛隊体育学校）
  - 個人：48位（4859）

## アーチェリー
監督：飯塚十朗

コーチ：秦浩太郎
- 於久直人（近大）
  - 男子個人総合：47位（1253点、予選敗退）
- 山本博（大宮開成高教）
  - 男子個人総合：17位（106点、決勝ラウンド2回戦敗退）
- 西川清一（近大）
  - 男子個人総合：61位（1225点、予選敗退）
- 於久直人・西川清一・山本博
  - 男子団体：15位（225点、決勝ラウンド1回戦敗退）
- 池田裕紀子（甲南女大）
  - 女子個人総合：49位（1223点、予選敗退）
- 中込恵子（日体大）
  - 女子個人総合：47位（1229点、予選敗退）
- 藤田玲子（近大）
  - 女子個人総合：48位（1228点、予選敗退）
- 池田裕紀子・中込恵子・藤田玲子
  - 女子団体：15位（222点、決勝ラウンド1回戦敗退）

## 射撃

### クレー射撃
監督：寺西寛
- 伊東総一郎（宮城県協会）
  - 男子スキート：33位（144）
- 渡辺和三（神奈川県協会）
  - トラップ：銀メダル（219）

### ライフル射撃
監督：霜禮次郎

コーチ：山本忠正

コーチ：松尾薫
- 稲垣守（愛知県警）
  - 男子エア・ピストル：14位（577）
  - 男子フリー・ピストル：37位（543）
- 勢見月文久（和歌山県警）
  - 男子エア・ピストル：35位（570）
  - 男子フリー・ピストル：20位（554）
- 木場良平（自衛隊体育学校）
  - 男子50mフリーライフル：銅メダル
  - 男子エア・ライフル：27位（584）
- 目良明裕（自衛隊体育学校）
  - 男子スモール・ボア・ライフル3姿勢：40位（1137）
- 大西克昌（奈良県警）
  - 男子ラピッド・ファイア・ピストル：22位（579）
- 柳田勝（自衛隊体育学校）
  - 男子エア・ライフル：18位（587）
- 源洋子（日立情報システムズ）
  - 女子エア・ライフル：39位（381）
  - 女子スモール・ボア・ライフル3姿勢：34位（563）
- 香西式子（日立情報システムズ）
  - 女子エア・ライフル：37位（382）
  - 女子スモール・ボア・ライフル3姿勢：30位（567）
- 千種寿代（埼玉県警）
  - 女子エア・ピストル：31位（374）
  - 女子スポーツ・ピストル：36位（565）

## 馬術
監督：竹田恒和

コーチ：富士川満男
- 奥野竜三（シーダーバレー、馬名：ミルキーウェイ）
  - 障害飛越個人：39位
- 岩谷一裕（乗馬クラブクレイン・クレインオリンピックパーク、馬名：ロードウォーターフォード）
  - 総合馬術個人：37位
- 宮崎栄喜（日本中央競馬会、馬名：ミステリーカーゴ）
  - 総合馬術個人：26位
- 戸村崇（ライディングクラブ・クレインベルギー、馬名：ドリーナ）
  - 障害飛越個人：38位
- 後藤浩二朗（後藤鉄工所、馬名：ルタリック）
  - 総合馬術個人：36位
- 桜井義長（ヤマハリゾート、馬名：マタドール）
  - 馬場馬術個人：41位
- 東良弘一（村田機械、馬名：バルチモア）
  - 障害飛越個人：33位
- 富澤宏介（ケイエイチティプランニング、馬名：ドンカルロス）
  - 障害飛越個人：49位
- 木幡良彦（乗馬クラブクレイン・クレイン大阪、馬名：ヘルアトドーン）
  - 総合馬術個人：25位
- 岩谷一裕・後藤浩二朗（馬名：ルタリック）・木幡良彦（馬名：ヘルアトドーン）・宮崎栄喜（馬名：ミステリーカーゴ）
  - 総合馬術団体：7位
- 奥野竜三・富澤宏介（馬名：ドンカルロス）・戸村崇（馬名：ドリーナ）・東良弘一（馬名：バルチモア）
  - 障害飛越団体：13位

## 本部
団長：古橋廣之進

副団長：松平康隆

本部役員：小掛照二

本部役員：神永昭夫

本部役員：河盛敬子

本部役員：土屋和平

本部役員：広瀬喜久男

アタッシェ：長沼始

本部員：春日良一

本部員：平眞

本部員：伊藤弘一

本部員：阿部幹雄

本部員：香川真由美

本部員：井西史緒

本部員：青木伸行

本部員：高橋秀隆

ドクター：川原貴

ドクター：河野一郎

ドクター：高尾良英

ドクター：酒井宏哉

理学療法士：川野哲英

理学療法士：小林寛和

理学療法士：野村亜樹

支援本部員：西村賢二